# معركة سنار
معركة سنار هى حركة زحف و نزاع نشبت بين القوات المسلحة السودانية وقوات الدعم السريع بولاية سنار، و التي تشكل جزءا من حرب السودان 2024، عقب سيطرة قوات الدعم السريع على الفرقة 17 مشاة التابعة للجيش السوداني بمدينة سنجة يوم السبت الموافق 29 يونيه 2024.

## أحداث
احتدم النزاع بين القوات السودانية و قوات الدعم السريع عقب إعلان سيطرتهم على منطقة جبل موية الاستراتيجية التي تمتد في حدود ولاية سنار حيث ملتقى شبكة الطرق الرئيسية لولايات سنار، والجزيرة، والنيل الأبيض، مما أسفر عن مقتل أكثر من 300 جندي من الجيش و السيطرة على 57 مركبة قتالية. جاء الهجوم على مدينة سنجة التي تبعد حوالي 24 كيلومتراً غرب مدينة سنار بعد أيام قليلة من استيلاء قوات الدعم على بلدة جبل موية، وعقب زيارة للقائد الفريق أول عبدالفتاح البرهان، و التي انتشرت لها صوراً للبرهان و هو يتحدث إلى كبار القادة والضباط و يتناول وجبة الإفطار مع الجنود، إلى مدينة سنار التي تبعد 70 كيلومترا عن سنجة عاصمة الولاية. حيث أعلنت قوات الدعم السريع استيلاءها على اللواءين العسكريين: اللواء 67 مشاة واللواء 165 مدفعية، التابعين للفرقة 17 في مدينة سنجة، و بسط سيطرتها التامة على المنطقة.

## نتائج
أدى توغل قوات الدعم السريع بسنجة الى نزوح أعداد غفيرة من الميدانين من ولاية سنار خشية استيلاء الدعم السريع عليها. و أشارت قوات الدعم السريع أن الاستيلاء على مدينة سنجة سيفتح لها باباً لتحرير ما تبقى من الوطن من براثن الحركة الإسلامية الإرهابية. يعد تهجير سكان ولاية سنارتعجيل بالكارثة الإنسانية.

## أهمية جغرافية
تكتسب ولاية سنار أهميتها الجغرافية من وقوعها في الجزء الجنوبي الشرقي من السودان، وكونها مدخلاً لولاية النيل الأزرق، و مجاورتها لولايات القضارف، والجزيرة، و النيل الأبيض. كما ان بها سلسلة جبال ممتدة من منطقة جبال موية و التي تعد نقطة التحام لطرق ترابية صوب النيل الأبيض و النيل الأزرق و ولاية الجزيرة. تعد أيضًا ولاية سنار منطقة حدودية مع إثيوبيا وجنوب السودان.